# Санта-Роса (департамент Гватемали)
Санта-Роса (ісп. Santa Rosa) — один з 22 департаментів Гватемали. Адміністративний центр — місто Куїлапа. Департамент розташований на півдні країни поблизу Тихоокеанського узбережжя.

## Муніципалітети
Департамент поділяється на 14 муніципалітетів:
- Куїлапа
- Касільяс
- Чікімулілла
- Гуасакапан
- Нуева-Санта-Роса
- Ораторія
- Пуебло Нуево-Віньяс
- Сан-Хуан-Текуако
- Сан-Рафаель-Лас-Флорес
- Санта-Крус-Наранхо
- Санта-Марія-Ішуатан
- Санта-Роса-де-Ліма
- Ташиско
- Барберена